# Проаса
Проаса (ісп. Proaza) — муніципалітет в Іспанії, у складі автономної спільноти Астурія. Населення — 797 осіб (2009).
Муніципалітет розташований на відстані близько 370 км на північний захід від Мадрида, 18 км на південний захід від Ов'єдо.
Муніципалітет складається з таких паррокій: Бандухо, Каранга, Лінарес, Проасіна, Проаса, Сан-Мартін, Сограндіо, Траспенья.

## Демографія
Динаміка населення (INE ):

## Галерея зображень

Розташування муніципалітету
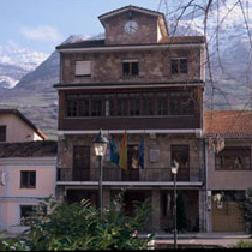
Муніципальна рада